# Drink (stație de premetrou din Antwerpen)
Drink (în neerlandeză Premetrostation Drink) este o stație fantomă a premetroului din Antwerpen, care face parte din rețeaua de tramvai din Antwerpen. Stația este situată în districtul Borgerhout, sub strada Turnhoutsebaan, la intersecția cu Drink și Eliaertsstraat. Drink este o stație fantomă în adevăratul sens al expresiei, deoarece prin ea circulă tramvaie, dar acestea nu opresc. Începute în 1977, lucrările la stație au fost stopate în 1981.
Actualul sediu al districtului Borgerhout, fosta clădire a primăriei, precum și Antwerpse Ecohuis (Casa ecologiei) se află în apropiere. Drink are două guri de acces, una pe trotuarul de nord al Turnhoutsebaan, lângă Ecohuis, și una pe partea de sud, în colțul format de intersecția dintre Eliaertsstraat și Turnhoutsebaan. În 2013 intrările în stație erau încă oarecum vizibile, fiind afișat și un panou cu numele acesteia, dar în prezent sunt ascunse vederii. Peste intrarea de lângă Ecohuis a fost instalat un container metalic, iar cea din sud este izolată cu ziduri de cărămidă și porți metalice.

## Caracteristici
Stația este construită după același model ca și alte stații ale tunelului Reuzenpijp. La nivelul -1 se află sala pentru bilete, la nivelul -2 este peronul spre centrul orașului, iar peronul spre ieșirea din oraș se găsește la nivelul -3. Peroanele au 60 de metri lungime fiecare.
Stația a fost planificată pentru tramvaiele care acum circulă la suprafață pe Turnhoutsebaan, de liniile 10 și 24.

## Planuri de viitor
Pe 3 aprilie 2008, ministrul Lucrărilor Publice Hilde Crevits a răspuns unei interpelări a parlamentarului Ludwig Caluwé că stațiile Drink și Zegel vor fi deschise în cadrul Planului Pegasus, iar liniile de tramvai rapid 10 și 24 vor fi prelungite de la Wijnegem la Malle, respectiv de la Borsbeek la Ranst.
În 2013 a fost semnată o petiție care cerea deschiderea stației Drink. În final s-a decis punerea în exploatare doar a stației Zegel, nu și a stației Drink, dar acest lucru fusese anunțat deja în 2014. S-a considerat că Zegel, situată între Astrid și capătul tunelului de la Morckhoven, dispune de posibilități mai bune de acces și corespondență cu alte linii decât Drink.
Începând de sâmbătă, 18 aprilie 2015, tunelul Reuzenpijp a fost pus în exploatare și este deservit de tramvaiele liniei 8, care circulă prin stația Drink fără să oprească, dar încetinind în timp ce o traversează. Stația este desemnată ca ieșire de urgență în cadrul proiectului LIVAN I (LIVAN I RVP 3).
Nu există niciun plan de deschidere a stației mai devreme de 2020.

## Imagini

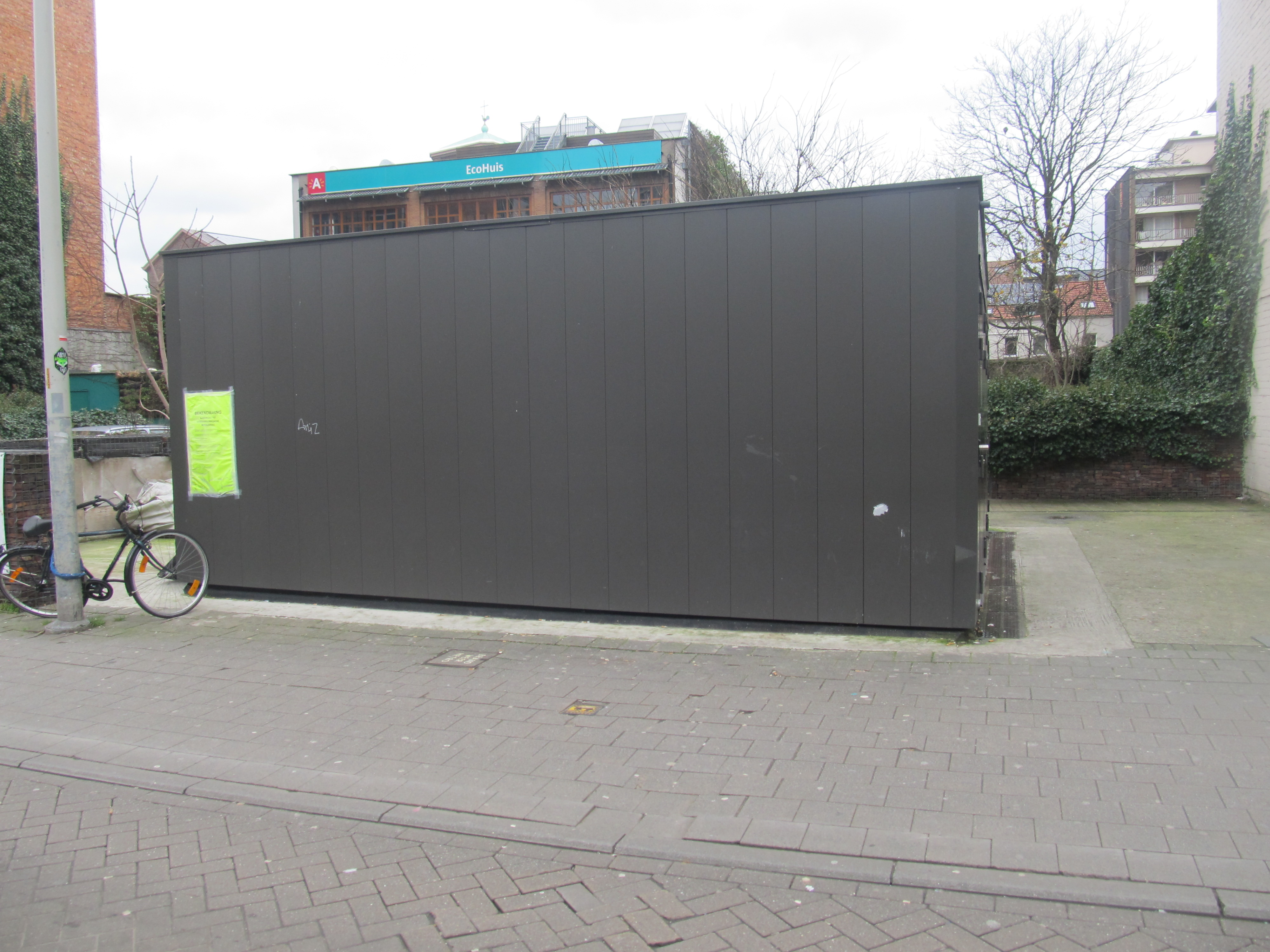
Container montat de De Lijn peste ieșirea de nord a stației Drink.
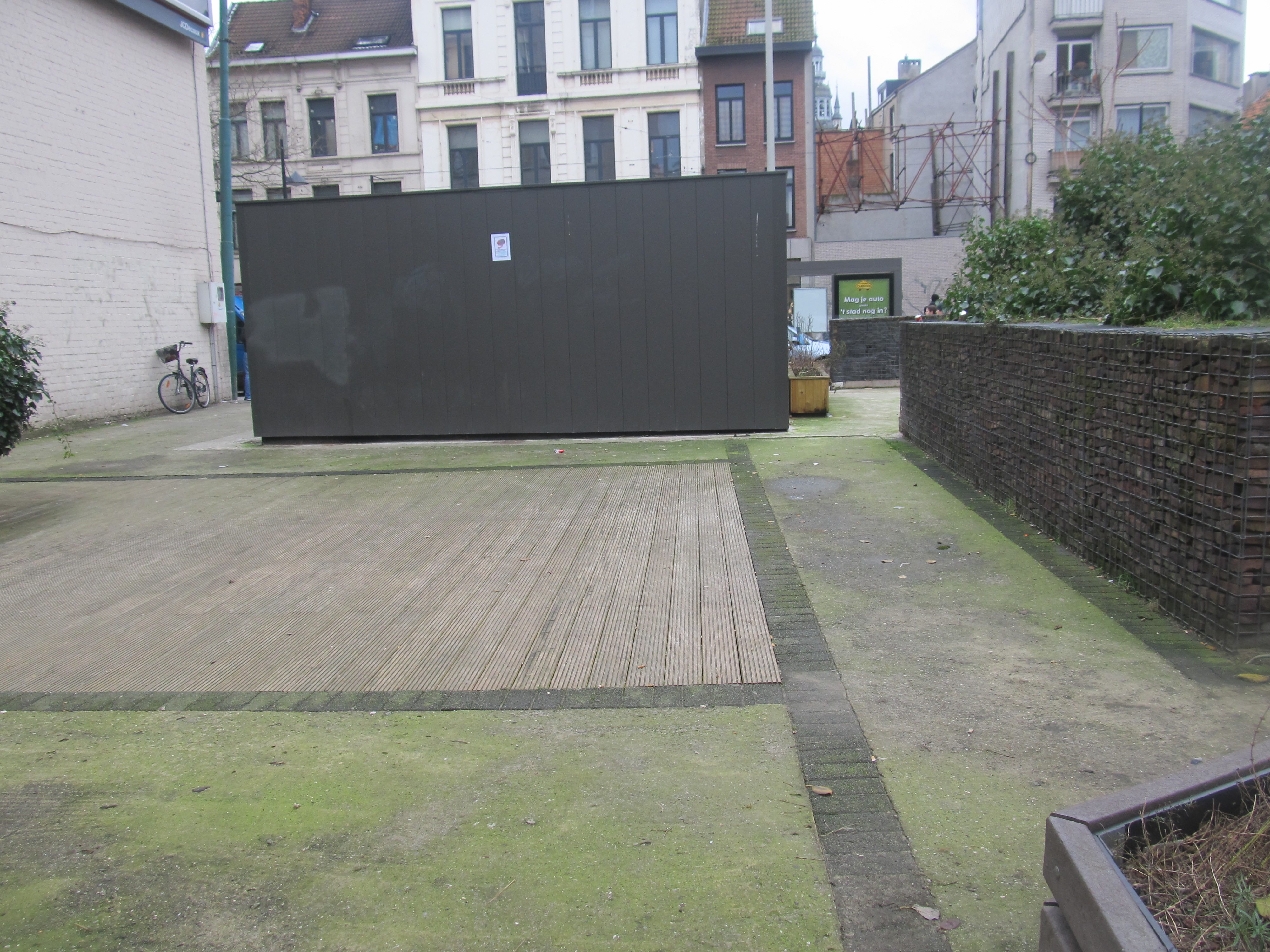
Container montat de De Lijn peste ieșirea de nord a stației Drink.
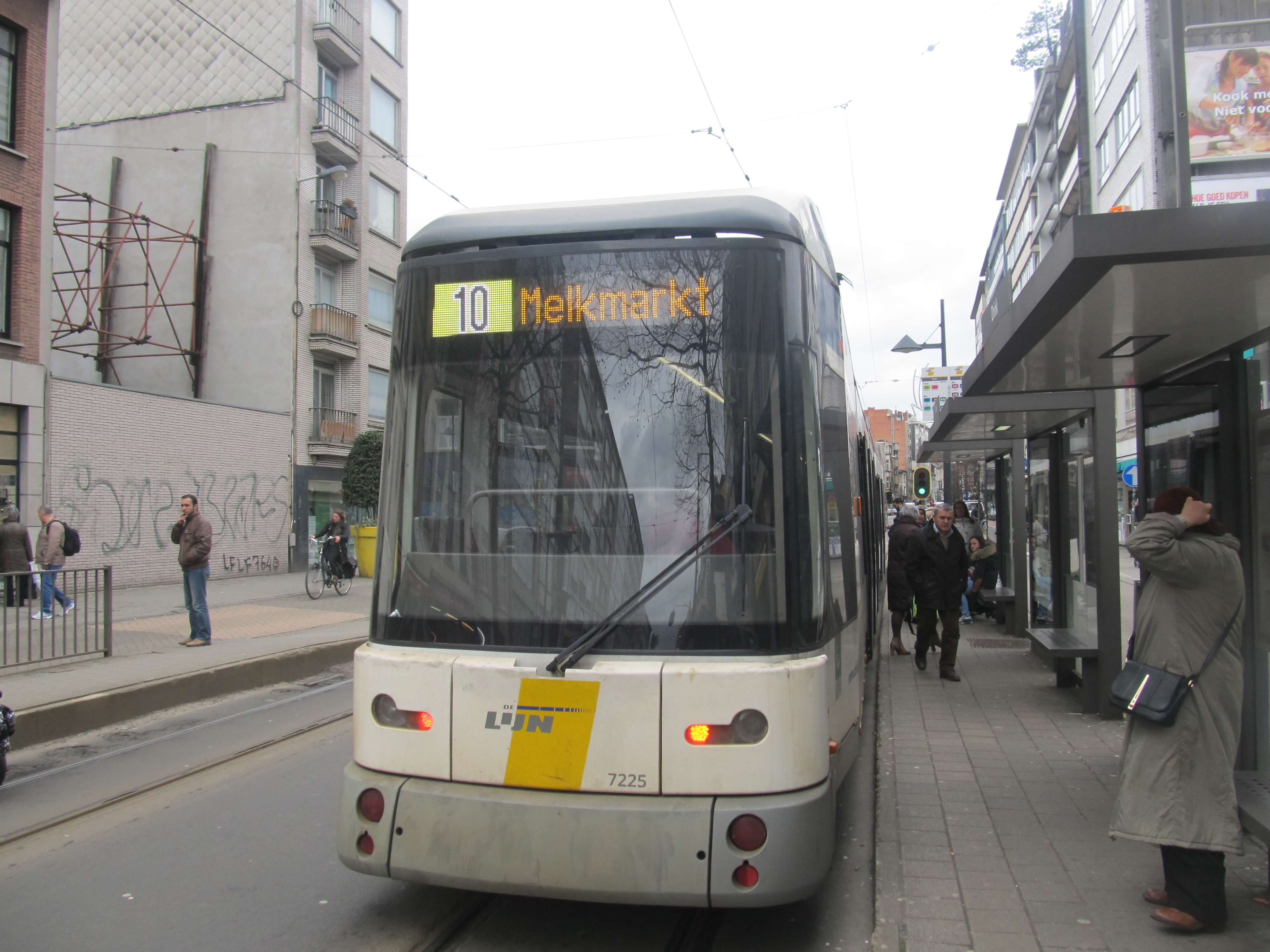
Tramvai al liniei 10 în stația de suprafață Drink. Zidul din partea stângă ascunde ieșirea sudică a stației de premetrou Drink.
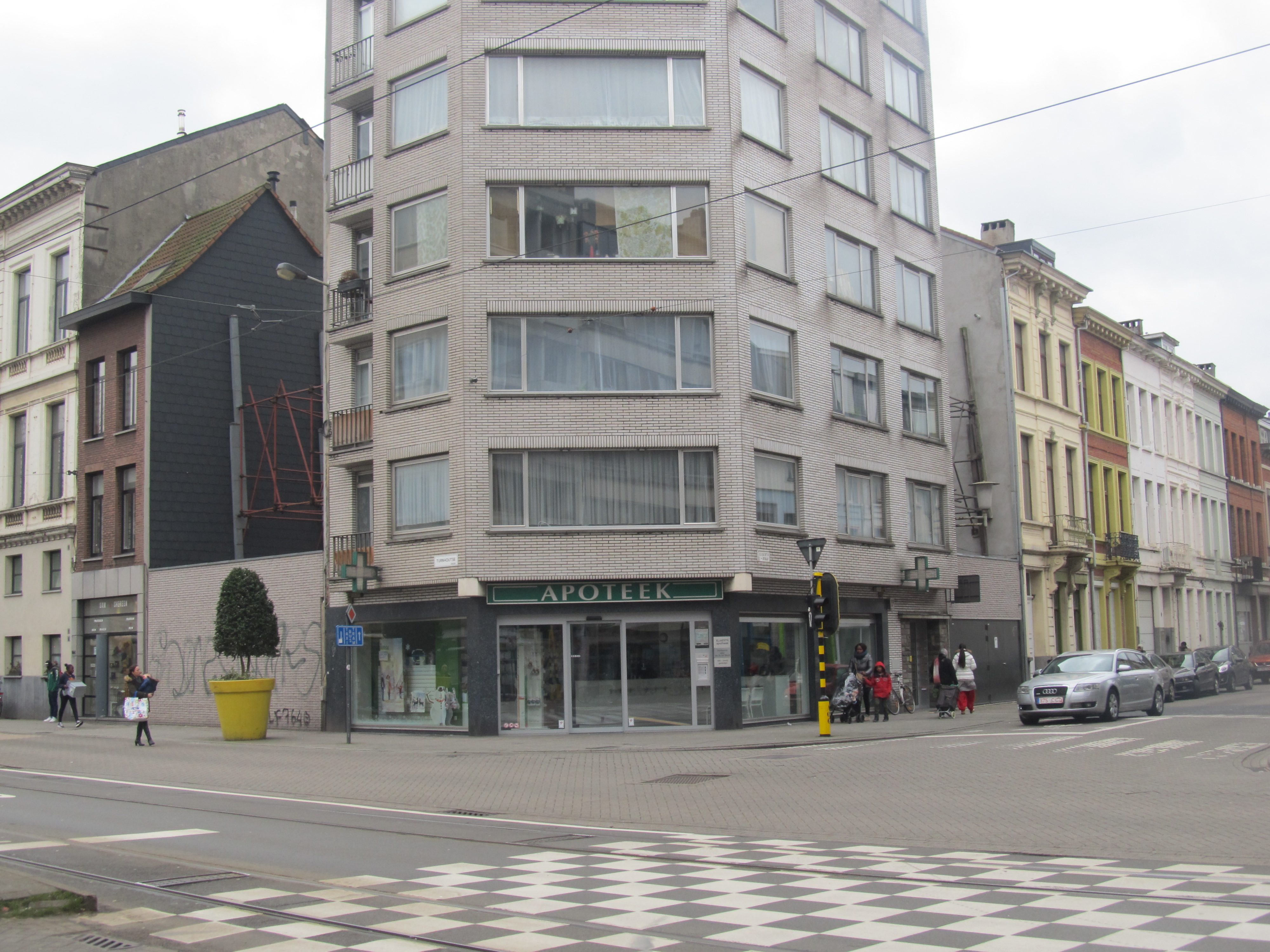
Zidurile din partea stângă și dreaptă a clădirii ascund ieșirea sudică a stației Drink.